# Jacob Banda
Jacob Banda (n. Ndola, 11 de febrero de 1988) es un futbolista zambiano que juega en la demarcación de portero para el ZESCO United FC de la Primera División de Zambia.

## Selección nacional
Debutó con la selección de fútbol de Zambia el 15 de noviembre de 2008 contra la República Democrática del Congo en un partido amistoso. Además disputó la Copa CECAFA 2008, la Copa Cosafa de 2009, la Copa CECAFA 2009, la Copa CECAFA 2010, la Copa Africana de Naciones 2010 y el Campeonato Africano de Naciones de 2016.

### Participaciones en torneos internacionales
| Torneo                                  | Sede   | Resultado        |
| --------------------------------------- | ------ | ---------------- |
| Copa Africana de Naciones 2010          | Angola | Cuartos de final |
| Campeonato Africano de Naciones de 2016 | Ruanda | Cuartos de final |

## Clubes
| Club            | País   | Año    | Partidos | Goles |
| --------------- | ------ | ------ | -------- | ----- |
| ZESCO United FC | Zambia | 2005 - |          | 0     |